# Yumekui
«Yumekui» (ユメクイ?) es el sencillo n.º 12 de la cantante y compositora japonesa Ai Otsuka, lanzado al mercado el día 2 de agosto del año 2006 bajo el sello avex trax.

## Detalles
Este tema contó con el primer video musical de animación hecho por la artista, y también contó con una versión con escenas de su primera película Tokyo Friends The Movie. Tanto los dibujos del video musical como los de las portadas para el sencillo fueron dibujados por la misma Ai con óleo. La canción está centrada desde la perspectiva del hombre con respecto a los sueños.
El tema que compaña al sencillo, "tears", tiene el mismo cuerpo de piano que el primer sencillo de Ai, "Momo no Hanabira", aunque aparte de esto no tienen relación alguna.
"Yumekui" fue el tame principal de "Tokyo Friends The Movie", el primer largometraje de Ai, y también fue el tema imagen del producto "au CDMA 1X WIN W44T『Pain Hen』" de la empresa Toshiba. A su vez "tears" también fue utilizado dentro de la película de Tokyo Friends, pero como insert song.

## Canciones

### CD
1. «Yumekui» (ユメクイ?)
2. «tears»
3. «Yumekui» (ユメクイ?) (Instrumental)
4. «tears» (Instrumental)

### DVD
1. «Yumekui» (ユメクイ?) (Music Clip)

- Datos: Q1065847